# Аркоза
Аркоза, (енгл. Arcose, фр. Arkose, рус. Аркозовий песчаник) је седиментна стена изграђена од кварца и фелдспата, док је везиво најчешће карбонатно. Чести састојци аркоза су мусковит и биотит. Сортираност и заобљеност фрагмената варира у широким границама. Материјал аркоза води порекло од гранитоидних стена те се наслаге аркоза често стварају у близини гранитоида.